# Contarinia petioli
Espèce
Contarinia petioli est une espèce d'insectes diptères, responsable de galles sur les feuilles de peupliers.